# 가다랑어
가다랑어(---魚, 학명: Katsuwonus pelamis)는 고등어목 고등어과의 물고기로, 가다랭이, 가다리, 에다대, 여다랭이, 강고등어(경남), 소용치, 목맨둥이, 다랭이(포항) 라고도 한다. 세계의 어로 활동에서 많은 비중을 차지하는 주요 어종 가운데 하나이다.

## 생김새
몸 빛깔은 등쪽은 짙은 청자색이며, 배 부분은 은백색 바탕에 4~6개의 검은 색 세로띠가 있다. 몸은 방추형으로 통통하며, 몸통의 횡단면은 거의 원형에 가깝다. 주둥이 끝은 뾰쪽하며, 꼬리자루는 가늘고 단단하다. 눈 뒷부분, 가슴지느러미 주위, 옆 줄에만 비늘이 있다. 첫 등지느러미의 기저는 길고, 두 번째 등지느러미와 겨우 분리되어 있다. 양 턱에는 융털 모양의 이빨이 있다. 기대 수명은 8-12년이다.

## 습성
적도 해역에서는 산란이 일 년 내내 이루어지고, 아열대 해역에서는 봄부터 가을초까지 이루어지며 포란수는 체장 41~87cm이며 약8만~200만개의 알을 낳는다. 부화 후 만 1년이면 가랑이체장 16cm, 2년이면 34cm, 3년이면 43cm, 4년이면 54cm 전후로 자라며, 다 자라면 전장 100cm가량 자란다. 전갱이, 정어리, 멸치 등 작은 어류와 연체동물, 오징어류, 작은 갑각류 등을 잡아 먹는다.(반면에 다른 원양 어류와 상어의 주된 먹이가 되기도 한다.)

## 분포
한국의 남.동해, 일본 근해, 세계의 온대, 열대 해역(북위 40도~남위40도)에 분포한다. 표층 외양성 어류로서 낮에는 표층에서 수심 260m까지, 밤에는 표층 가까이에서 주로 서식한다. 유영능력이 강하며, 최대 5만마리까지 무리지어 다닌다. 봄~여름에 한반도 주변 해역까지 회유해 오고 가을~겨울에는 남쪽으로 이동한다. 몰디브, 프랑스, 스페인, 말레이시아, 스리랑카, 인도네시아에서 특히 많이 어획된다.

## 용도
가다랑어는 칼륨이 다량 함유되어 있고 국물용으로 인기가 많다. 가다랑어의 살코기를 건조시켜 건어물로 만든 것이 가쓰오부시이며, 회 및 구이로 먹기도 한다.

## 같이 보기
- 가쓰오부시
- 다랑어